# Os bru dels Apenins
L'os bru dels Apenins (Ursus arctos marsicanus), també conegut com os bru marsicà o bé, os bru dels Abruços és una subespècie de l'os bru europeu endèmica del centre de la peníncula itàlica. Actualment la seva àrea de distribució es troba circunscrita a la serralada dels Abruços, al Parc nacional dels Abruços, Laci i Molise i les regions del voltant. És una població d'ossos considerada per la UICN en perill crític d'extinció. Càlculs recents estimen que existeix una població entre els 55 i els 85 individus.
A partir del reconeixement del declivi d'aquesta població aïllada d'ossos, el govern italià va començar a tractar de garantir la seva conservació. El parc dels Abruços s'ha convertit en un santuari dedicat a la fauna salvatge, amb l'esperança de tornar a revifar el nombre dels ossos existents. En els darrers anys, més grups de conservació han intentat ajudar aquest la subespècie marsicana, tot i que hi ha debat sobre si s'ha de considerar una subespècie com a tal o un tàxon propi.

## Descripció
L'os bru dels Apenins difereix lleugerament dels altres ossos bruns pel seu aspecte. De mida, és més petit que el seu veí del nord, l'os euroasiàtic (present als Alps orientals, des del Trentino fins a Eslovènia). També té una capa molt prima de greix, cosa que l'ha permès adaptar-se en zones que en determinades èpoques de l'any tenen un clima molt més temperat i suau. Té un cos bastant robust, encara que és més prim que el d'altres subespècies d'ossos bruns més grossos. El seu pes varia considerablement segons les estacions i el sexe. Els mascles poden superar els 230 quilograms de pes a la tardor i una altura de 1,80 a 1,90 m quan es posen dempeus, mentre que les femelles rarament superen els 140 kg. Aquestes mesures fan que l'os bru marsicà sigui un dels mamífers carnívors més grossos d'Itàlia, sens dubte el més gros del centre-sud. En canvi, és la subespècie d'os bru reintroduïda al Trentino, la que ostenta el primer lloc en el títol de carnívor més gros d'Itàlia.

## Biologia

### Comportament
Una característica distintiva de l'os bru dels Apenins és que la seva hibernació no es produeix en un únic son consecutiu en tota l'estació freda. De vegades l'os es desperta, cosa que fa que el seu ressorgiment oficial sigui menys letàrgic. Es tracta d'un animal extremadament tímid i té hàbits principalment nocturns i solitaris. Es un animal més aviat territorial: cada os defineix el seu propi territori que s'estén de 10 a 200 km², depenent de la disponibilitat d'aliments a l'interior. Tots aquests trets probablement es poden atribuir a la seva existència aïllada. Els ossos marsicans sovint realitzen desplaçaments (en particular els mascles) que en alguns casos els porten a creuar zones habitades i a entrar involuntàriament en conflicte amb la població local, causant estralls a la comunitat.
Els ossos marsicans poques vegades entren en contacte amb l'altre gran carnívor dels Apenins, el llop dels Apenins; les dues espècies s'eviten i, quan es troben, generalment s'ignoren. Malgrat això, els ossos de vegades roben les preses dels llops. Per la seva banda, els llops representen una amenaça per als ossalls. L'esperança de vida d'aquests animals en llibertat supera fàcilment els 20 anys.

### Alimentació
Es coneix que aquests ossos són de naturalesa omnívora, tot i que preval la seva condició herbívora en un 90 %. Principalment mengen baies, mentre que ocasionalment s'alimenten d'animals petits com gallines, petit bestiar, o bé carronyes. Aquests grans mamífers han estat vistos rodant roques a la recerca d'insectes i enfilant-se a les branques a la cerca de baies, mel, etc. El seu gran olfacte compensa la seva vista a l'hora de buscar menjar.
A la primavera necessiten grans quantitats d'aliments per sobreviure i recuperar el pes perdut durant l'hivern. En aquest període, quan les verdures fresques encara són rares, l'os tendeix a consumir un percentatge més elevat de carn, preferiblement alimentant-se d'animals petits, tant vertebrats com invertebrats, així com d'animals de mida mitjana com conills o aus. Només esporàdicament mata mamífers més grossos com cérvols o senglars, daines i isards, a més de no menystenir les carronyes que pugui trobar.

### Reproducció
Es tracta d'animals sense depredadors naturals i, per tant, amb una taxa reproductiva extremadament baixa. La femella sol donar a llum a dos bessons, tot i que de vegades només un i bastant rarament tres. Excepcionalment es va registrar una ventrada de quatre cadells al 2020. La gestació dura uns sis mesos. Els cadells són cuidats per la seva mare, que els defensa dels perills mostrant un enorme coratge. Els cadells d'os bru marsicà tendeixen a créixer força ràpidament, tot i que s'estaran amb la mare durant dos o tres anys. La distància temporal entre les ventrades és de mitjana de tres o quatre anys. Les femelles maduren sexualment després del tercer any d'edat, però és estrany que s'aparellin tan aviat. L'edat de les osses al primer part acostuma a ser als quatre anys o, de vegades, als cinc anys, i l'últim al voltant dels vint-i-cinc anys. La mortalitat infantil té pics de prop del 50%.

## Hàbitat

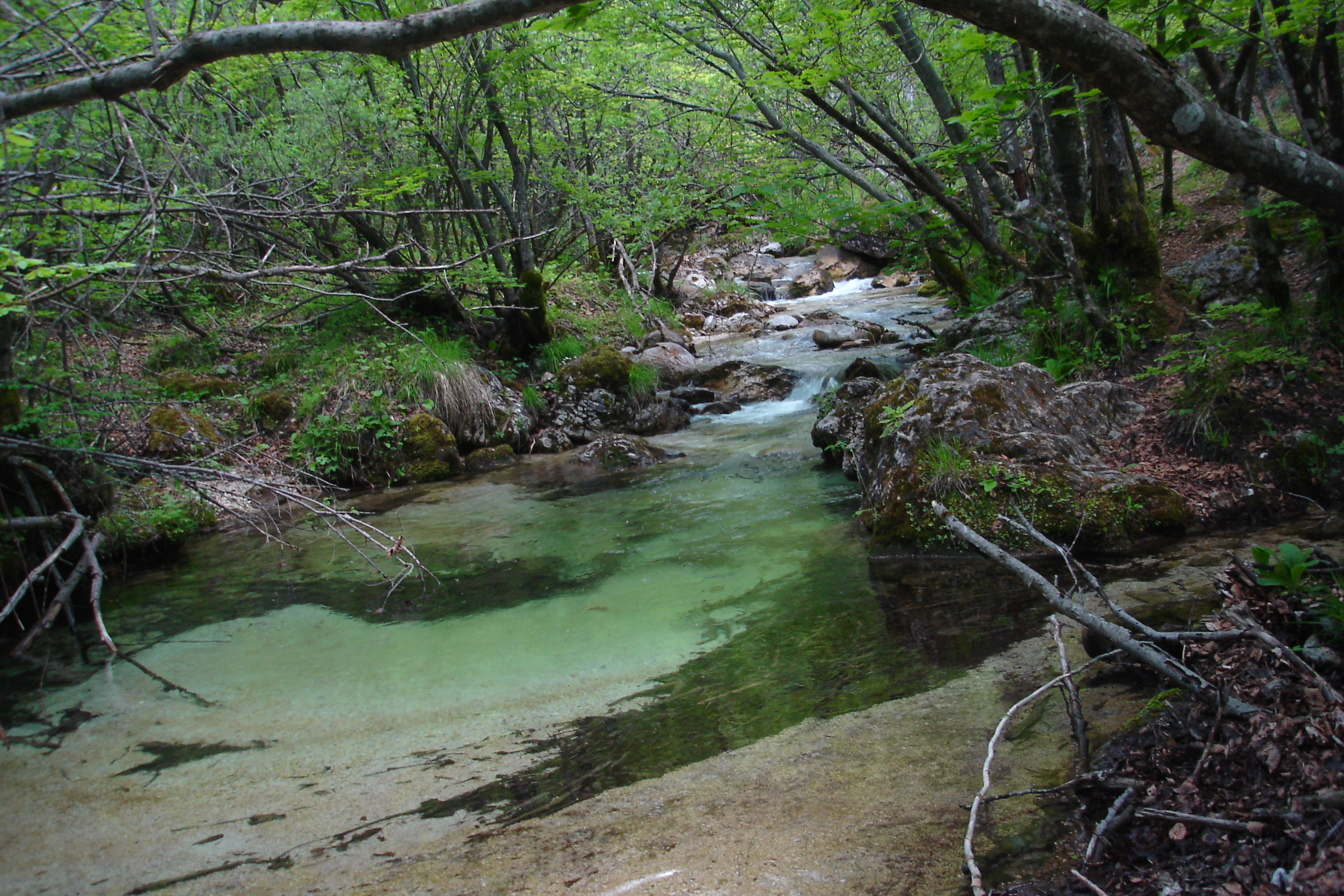
El Parc Nacional dels Abruços, el Laci i el Molise amb una àmplia gamma d'ambients com rius, boscos i muntanyes

L'hàbitat de l'os bru marsicà és teòricament bastant variable: s'adapta de fet a una varietat d'ambients diferents, encara que estigui lligat a la proximitat immediata de zones forestals, especialment fagedes i rouredes, típiques dels boscos dels Apenins centrals. No obstant això, a causa de la presència humana, aquests animals s'han refugiat en zones cada cop més inaccessibles amb una elevada cobertura forestal. Sembla que durant l'estiu es mouen cap a zones de major altitud amb cobertures pradenques i arbustives, mentre que a l'hivern prefereixen zones rocoses, possiblement allunyades de qualsevol tipus d'activitat humana.

## Conservació i amenaces

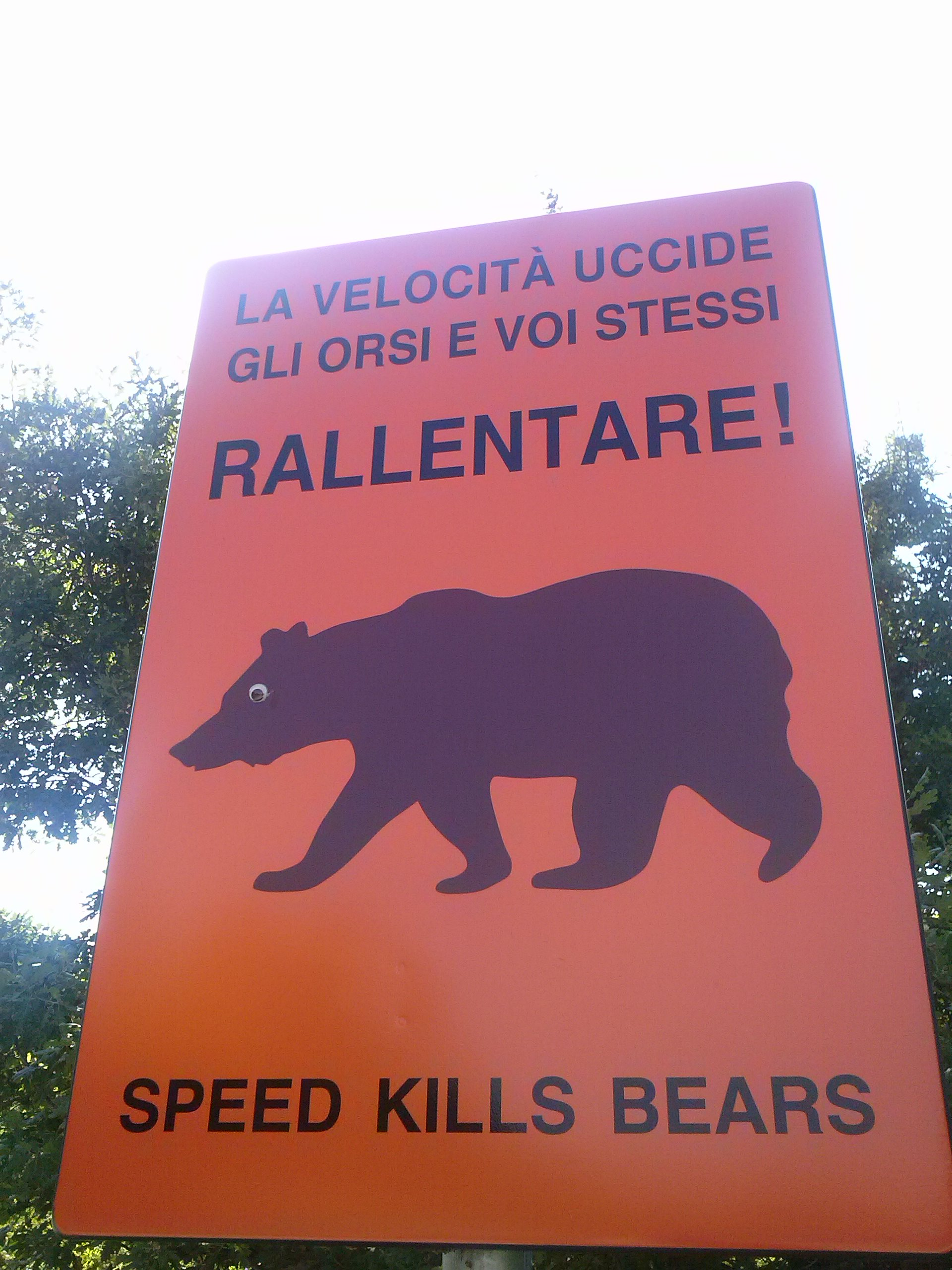
Senyal de trànsit que alerta de la presència d'os bru dels Apenins

La llegenda popular que diu que l'os és un assassí despietat de bestiar, així com de gossos guardians i de pastors és una exageració que està relacionada amb episodis esporàdics, atès que aquests animals prefereixen evitar la presència de l'home. Tanmateix, és cert que l'os ataca de vegades el bestiar domèstic, sobretot gallines, cabres, ovelles o vedells. No obstant això, l'home ha magnificat aquests atacs, mentre que en realitat es tracta d'episodis concentrats principalment a la primavera i sovint fàcilment evitables. Aquestes creences, però, han justificat les persecucions d'aquests animals perpetrades al llarg dels segles. Els ossos encara avui són esporàdicament morts per enverinament i en trampes parades per caçadors furtius.
La protecció que se'ls intenta oferir des del segle xx ha permès a la subespècie recuperar-se i expandir-se, si bé continuen sent morts exemplars abatuts a trets o per verí, i la seva escassa població fa que estigui catalogat per la UICN com en perill crític, l'estat més proper a l'extinció. Amb tot l'espècie, en el conjunt del planeta, és considerada en Risc Mínim.
Amb el pas dels anys, l'os bru marsicà es va convertir en el símbol del Parc Nacional de l'Abruço, Lazio i Molise i va donar el seu nom al pan dell'orso (pa d'os) i a altres aliments regionals tradicionals. Gràcies a la seva presència, l'ecoturisme va millorar a tota la regió dels Abruços, tot i que encara es notifiquen conflictes amb pastors, ramaders i apicultors.
Fins al 2014, Itàlia i la Unió Europea es van unir per conservar els ossos a les muntanyes dels Apenins. El Projecte es deia Life Arctos i va ser finançat parcialment per la Unió Europea amb un cost de 7,3 milions de dòlars. Es van plantar arbres fruiters més a prop dels turons, allunyats dels nuclis urbans per evitar les interaccions amb humans. També es van col·locar tanques elèctriques al voltant de granges i horts per protegir el bestiar.
La caça ha estat un problema per conservar els ossos, tant si eren legals com il·legals. Tot i això, la caça furtiva ha disminuït en nombre, de manera que la població pot tendir a augmentar. Una mesura en la seva conservació és controlar com s'utilitzarà la terra en el futur. Hi ha discussions sobre si les malalties del bestiar s'escamparan i mataran els ossos bruns dels Apenins. A més, es suggereix que hi hagi més plans per preservar els seus hàbitats i aliments.

## Població

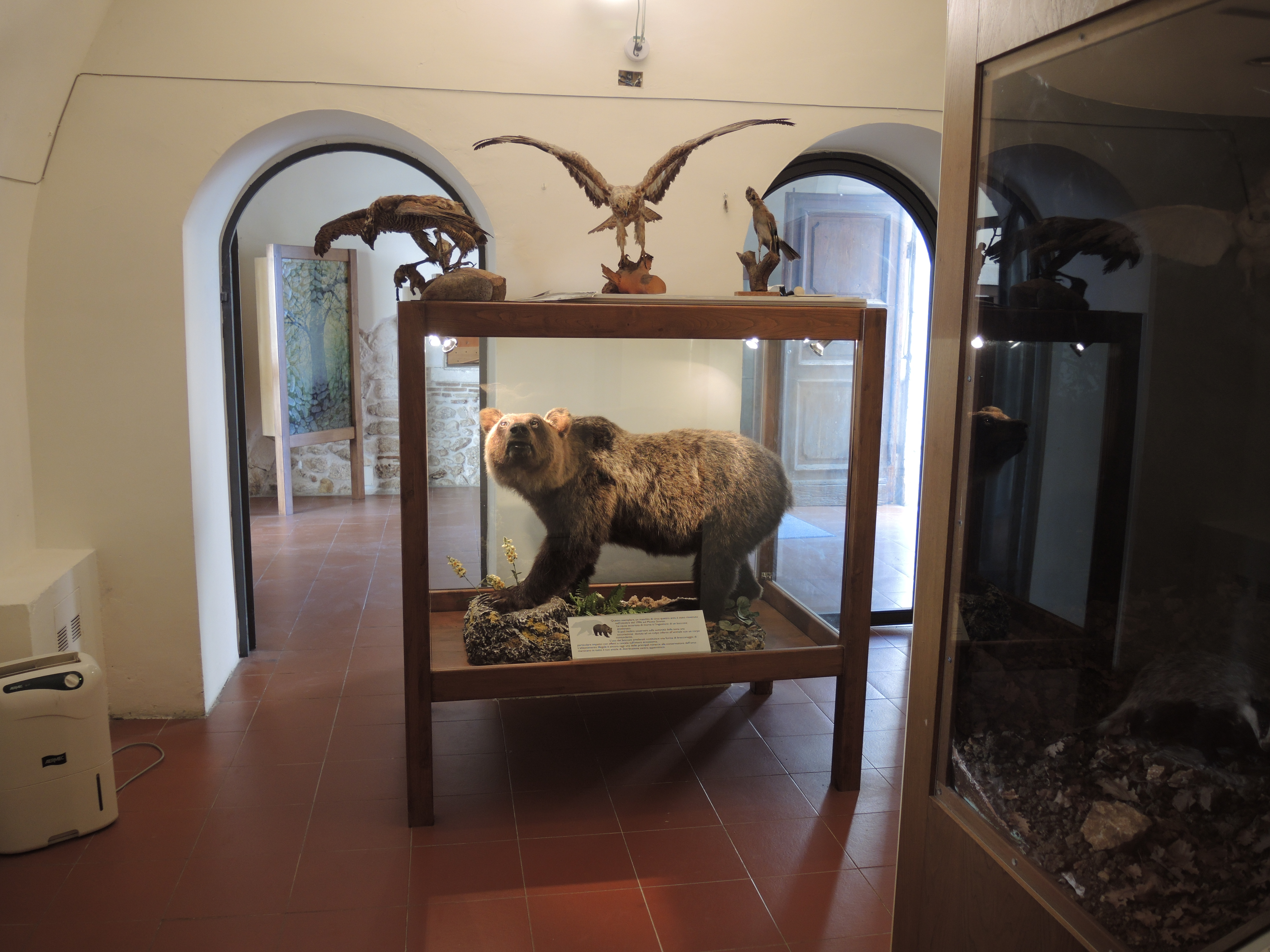
Un os bru marsicà dissecat i exposat al museu de l'os a Gagliano Aterno

En general, en les darreres dècades, s'ha assistit a l'expansió de la zona de l'os bru dels Apenins, limitada fa un segle al parc nacional dels Abruços, del Laci i del Molise o de les zones immediatament circumdants, però la població general sembla estable o fins i tot lleugerament decreixent. El 1969 es va estimar que hi havia una seixantena d'ossos marsicans; el 2014, segons les estimacions proporcionades per l'organisme autònom "Parco Nazionale d'Abruzzo", una cinquantena d'ossos viurien al rang central (amb un interval de confiança del 95% i una forquilla que oscil·laria entre 45 i 69 exemplars). Per tant, la població d'ossos no ha registrat un creixement, malgrat els esforços financers i humans realitzats en les darreres dècades, i sempre està en risc d'extinció, tant pel nombre absolut com per l'elevat nombre de morts, principalment lligades a causes humanes (intencionals o accidentals) i la baixa taxa reproductiva.
Segons algunes investigacions, també contribueix a aquesta situació el fet que al parc nacional dels Abruços i a la seva àrea de protecció externa la densitat dels ossos arriba a gairebé 40 exemplars per 1.000 km², força elevada per a aquesta espècie. En aquesta situació, les femelles poden deixar passar fins a sis anys entre els naixements, amb conseqüències demogràfiques negatives per a l'os. D'aquí la consideració que seria desitjable que l'os colonitzés permanentment, amb femelles reproductores, també altres àrees protegides, com el Parc Nacional de la Majella (cosa que afortunadament ja està passant), les muntanyes Simbruini, les muntanyes Ernici, la muntanya Terminillo i la Parc nacional del Gran Sasso.
L'estat de salut de l'os marsicà és preocupant a causa del baix nombre d'espècimens que s'aparellen entre si, reduint la variabilitat genètica i essent cada cop més propensos a patir malalties, com dermatitis (reportada periòdicament en alguns exemplars) i tuberculosi bovina, estesa per bestiar malalt (i no eliminada pels seus propietaris segons la llei), que campa lliurement per les mateixes pastures freqüentades per l'os marsicà.
Amb tot, el 2019 va resultar ser un any rècord de naixements: uns 16 només a les fronteres del parc nacional d'Abruço, Lazio i Molise, amb 19 femelles adultes i reproductores, de les quals 9 amb cadells (8 de les quals van sobreviure fins a finals del 2019, però amb 2 femelles reproduïdes fora de l'àrea contigua, que porten en total com a mínim 20 nous cadells d'os nascuts als Apenins). Va contribuir al boom de naixements el bon any que hi va haver per al faig el 2018, que va permetre a les femelles guanyar pes al nivell adequat per poder dur a terme els embarassos amb èxit.
Tot i això, el fet que aquesta subespècie no creixi numèricament depèn principalment de l'alta mortalitat. Entre el 1970 i el 2018 es van trobar 126 ossos morts: en un 53% dels casos la mort estava relaciona amb factors humans, en un 15% amb causes naturals i en el 32% restant amb causes desconegudes. Al seu torn, el 62% dels factors humans estan representats per activitats il·legals, com ara la caça furtiva, i el 38% per motius accidentals, com ara accidents amb cotxes o trens.
Dit d'una altra manera, una de les principals amenaces és la caça furtiva, el tir directe o l'esquer enverinat. Aquests fenòmens es produeixen tant en zones protegides com en zones no protegides, generalment adjacents als límits dels parcs i igualment freqüentades per l'espècie. Pel que fa als atropellaments, no només succeeixen quan intenten creuar carreteres o ferrocarrils, sinó també quan entren en túnels que confonen amb coves on refugiar-se.